# 오가키 신덴번
오가키 신덴 번(일본어: 大垣新田藩 오오가키신덴한[*])은 미노, 미카와 양국을 아우르던 번이다. 오가키번의 지번으로 하타케무라 번(畠村藩)으로도 불렸다. 번청은 미카와국 아쓰미군 하타케무라에 있는 하타케무라 진야(지금의 아이치현 다하라시 후쿠에정)였으나 판적봉환 시기에 미노국 오노군 노무라(지금의 기후현 오노군 오노정 가미아키)로 이전(노무라번 참고)하였다.

## 역대 번주
도다가
후다이 1만석
1. 우지시게(氏成) 종5위하 아와지노카미
2. 우지후사(氏房) 종5위하 아와지노카미
3. 우지유키(氏之) 종5위하 아와지노카미
4. 우지키요(氏養) 종5위하 아와지노카미
5. 우지오키(氏興) 종5위하 좌근장감
6. 우지히로(氏宥) 종5위하 아와지노카미
7. 우지야스(氏綏) 종5위하 아와지노카미
8. 우지요시(氏良) 종5위하 아와지노카미